# Patrasbukten

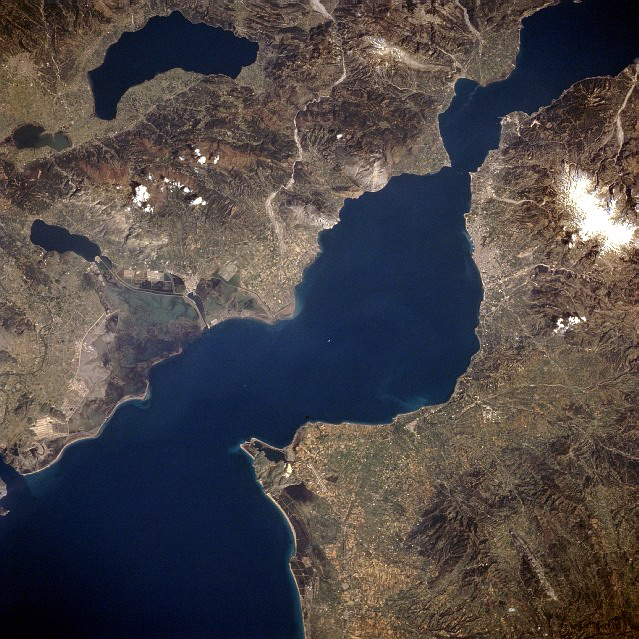
Satellitbild över Patrasbukten.

Patrasbukten (grekiska: Πατραϊκός Κόλπος) är en del av Joniska havet. I öster avgränsas den av Rionsundet mellan Kap Rio och Antirrio nära Rio-Antirrio-bron. I väster avgränsas den av en linje från Oxia till Kap Araxos. Den är 40–50 km lång, 10–20 km bred och har en area på 350–400 km².
Hamnen i Patras ligger i sydost och är den enda större hamnen i bukten. Det går färjor till Ancona och Brindisi i Italien samt till Kefalinia. Det finns ytterligare en hamn i Messolonghi. Stränder finns i söder, öster och delvis i norr. Bukten är rik på fisk.
Tre slag som kallas slaget vid Lepanto har ägt rum i bukten, ett 1499, det andra 1500, samt det tredje och största 1571. Själva Lepanto (nuvarande Naupaktos) ligger dock vid Korintiska viken. Slaget vid Patras mellan ryska och osmanska flottor ägde rum här 1772 under Rysk-turkiska kriget.